# Pèirahita e Nestalàs
Pèirahita e Nestalàs (francès Pierrefitte-Nestalas) és un municipi francès del department dels Alts Pirineus, a la regió d'Occitània.

## Demografia
| 1962                                       | 1968  | 1975  | 1982  | 1990  | 1999  | 2007  |
| ------------------------------------------ | ----- | ----- | ----- | ----- | ----- | ----- |
| 1.936                                      | 2.054 | 1.619 | 1.527 | 1.322 | 1.260 | 1.317 |
| Des de 1962: població sense dobles comptes |       |       |       |       |       |       |

## Administració
| Període | Identitat             | Partit |
| ------- | --------------------- | ------ |
| 2001-   | Noël Pereira-da Cunha | PRG    |